# Küsnacht
Küsnacht är en ort och kommun  i distriktet Meilen i kantonen Zürich, Schweiz. Kommunen har 15 162 invånare (2023).
I kommunen finns även en del av orten Forch vars andra del ligger i kommunen Maur.
Den amerikanska sångerskan Tina Turner dog den 24 maj 2023 i Küsnacht, som var hennes hem de sista 5 åren.